# Bernhard Laum
Bernhard Laum (ur. 12 kwietnia 1884 w Velen, zm. 22 października 1974 w Marburgu) – niemiecki historyk i archeolog, specjalista od antyku greckiego i rzymskiego; doktor z zakresu historii antycznej (1908), doktor habilitowany w zakresie historii ekonomii (1917).

## Życiorys
Bernard Laum był synem młynarza Franza Laumana i Josefine Welsing. Ukończył szkołę średnią (Dorstener Gymnasium Petrinum) i zdał maturę w Dorsten w Nadrenii Północnej-Westfalii. Następnie studiował archeologię i filologię klasyczną w Bonn, Monachium i Straßburgu. W Straßburgu napisał pod kierunkiem Bruno Keila rozprawę doktorską Stiftungen in der griechischen und römischen Antike (Fundacje w starożytnej Grecji i Rzymie). Po ukończeniu studiów i uzyskaniu stopnia doktora w 1908 roku rozpoczął pracę w Niemieckim Instytucie Archeologicznym (Deutsche Archäologische Institut). Jako stypendysta instytutu odbył podróż badawczą do Grecji i Azji Mniejszej, której owocem była wydana w 1928 książka Das Alexandrinische Akzentuationssystem. W latach 1915–1917 odbywał służbę wojskową, po której zakończeniu uzyskał jeszcze w 1917 habilitację na Uniwersytecie Johanna Wolfganga Goethego we Frankfurcie nad Menem.
Po uzyskaniu habilitacji nauczał najpierw zagadnień starożytności, a począwszy od 1920 nauk ekonomicznych na uniwersytecie we Frankfurcie. W 1923 przeniósł się jako profesor filologii i archeologii do Państwowej Akademii (Liceum Hosianum) w Braniewie. Na uczelni w Braniewie przejął pod opiekę założoną przez prof. Weißbrodta unikatową kolekcję zbiorów archeologii antycznej. Nadal (choć nie z tak wielkim zapałem jak prof. Weißbrodt) rozwijał zbiory, m.in. z Rzymu sprowadził fragment sarkofagu ze sceną zaślubin oraz torso Trytona. Zasługą prof. Lauma było również naukowe opracowanie i uporządkowanie zbiorów oraz przeniesienie ich w 1927 do nowej, muzealnej siedziby – przekazanego przez władze miasta budynku po byłym kasynie miejskim w Braniewie. Bernhard Laum w 1936 opuszcza Braniewo, przyjmując na Uniwersytecie w Marburgu stanowisko profesora historii, gdzie wykłada aż do przejścia na emeryturę w 1953 roku.